# El mismo sol
El mismo sol (dt. Dieselbe Sonne) ist die im Jahr 2015 erschienene Debütsingle des spanisch-deutschen Latin-Pop-Sängers Álvaro Soler. Das Lied war in mehreren Ländern ein großer Charterfolg und erreichte unter anderem Platz eins der Charts in der Schweiz, Italien und Polen. Für den US-amerikanischen Markt wurde das Lied als Kollaboration zwischen Soler und Jennifer Lopez veröffentlicht.

## Solo-Version
Wie das gesamte Album Eterno agosto nahm Soler das Lied in Zusammenarbeit mit den deutschen Produzenten und Songwritern Alexander Zuckowski und Simon Triebel auf.
Das offizielle Musikvideo zur Single wurde am 24. April 2015 auf YouTube veröffentlicht. Es zeigt Soler als Rucksacktourist in verschiedenen Gegenden Spaniens. 
Am 31. Juli 2015 wurde El mismo sol als physische 2-Track-Single veröffentlicht:
| #  | Titel                     | Spiel- dauer |
| -- | ------------------------- | ------------ |
| 1. | El mismo sol              | 3:00         |
| 2. | El mismo sol (Radio Edit) | 3:08         |

## Version mit Jennifer Lopez
Die Version mit Jennifer Lopez erschien am 28. August 2015 als physische 4-Track-Single. Dabei entstand sowohl eine rein spanischsprachige Fassung als auch eine zweisprachige Spanglish-Version:
| #  | Titel                                                                | Spiel- dauer |
| -- | -------------------------------------------------------------------- | ------------ |
| 1. | Álvaro Soler feat. Jennifer Lopez: El mismo sol (Spanish Version)    | 3:08         |
| 2. | Álvaro Soler feat. Jennifer Lopez: El mismo sol – Under the Same Sun | 3:08         |
| 3. | Álvaro Soler: El mismo sol                                           | 3:00         |
| 4. | Álvaro Soler: El mismo sol (Radio Edit)                              | 3:08         |

## Charts und Chartplatzierungen
Soler erreichte mit seiner Debütsingle in mehreren Ländern hohe Chartplatzierungen, darunter bereits im Mai 2015 den Spitzenplatz in Italien, etwas später auch in der Schweiz. Für Triebel war es der weltweit erste Nummer-eins-Hit als Autor oder Produzent, für Alexander Zuckowski der zweite nach Rise Like a Phoenix.
| ChartsChartplatzierungen | Höchstplatzierung | Wochen |
| ------------------------ | ----------------- | ------ |
| Deutschland (GfK)        | 20 (21 Wo.)       | 21     |
| Italien (FIMI)           | 1 (27 Wo.)        | 27     |
| Österreich (Ö3)          | 6 (24 Wo.)        | 24     |
| Schweiz (IFPI)           | 1 (26 Wo.)        | 26     |
| Spanien (Promusicae)     | 3 (41 Wo.)        | 41     |

## Auszeichnungen für Musikverkäufe
| Land/Region          | Auszeichnungen für Musikverkäufe (Land/Region, Auszeichnung, Verkäufe) | Verkäufe |
| -------------------- | ---------------------------------------------------------------------- | -------- |
| Belgien (BRMA)       | Gold                                                                   | 15.000   |
| Deutschland (BVMI)   | Gold                                                                   | 200.000  |
| Italien (FIMI)       | 6× Platin                                                              | 300.000  |
| Niederlande (NVPI)   | Gold                                                                   | 15.000   |
| Österreich (IFPI)    | Gold                                                                   | 15.000   |
| Polen (ZPAV)         | 3× Platin                                                              | 60.000   |
| Schweiz (IFPI)       | Platin                                                                 | 30.000   |
| Spanien (Promusicae) | 2× Platin                                                              | 80.000   |
| Insgesamt            | 4× Gold · 12× Platin ·                                                 | 715.000  |

## Coverversionen
- 2017: Der belgische Sänger Luc Steeno veröffentlichte das Lied in einer niederländischsprachigen Version als Onder de zon.
- 2017: Auf dem Album Der Meister grillt der Zeichentrickfigur SpongeBob Schwammkopf erschien das Lied unter dem Titel Patrick ist so toll.
- 2019: Der belgische Sänger Milow coverte das Lied im Rahmen der VOX-Musiksendung Sing meinen Song – Das Tauschkonzert. Dabei entstand eine englischsprachige Version mit dem Titel Too Close to the Sun.[14]